# Pak Čchan-jol
Pak Čchan-jol (korejsky 박찬열, anglický přepis: Park Chan-yeol; * 27. listopadu 1992 Soul), uměleckým jménem Chanyeol, je jihokorejský raper, zpěvák, textař, tanečník, producent, herec a model. V roce 2012 debutoval jako člen jihokorejské skupiny EXO a v roce 2019 její podskupiny EXO-SC. Kromě aktivit své skupiny se věnuje také herectví.

## Mládí
Pak Čchan-jol se narodil v Soulu. Navštěvoval střední školu Hyundai High School. Má sestru jménem Pak Ju-ra, která byla hlasatelkou pro jihokorejské televizní společnosti YTN a MBC. V 16 letech byl přijat do soukromé herecké instituce, kde se potkal se svým dobrým přítelem Pjo Či-hunem známého jako P.O ze skupiny Block B.
Po sledování amerického filmu Škola ro(c)ku se Čchan-jol ještě na základní škole začal zajímat o hudbu a začal hrát na bicí. K samotnému zpěvu ho pak přivedla píseň Unconditional Kismet od Ju Joung-čina.
Jeho vzory jsou hudebník Jason Mraz a raper Eminem.
Čchan-jol podepsal smlouvu s SM Entertainment poté, co v roce 2008 vyhrál druhé místo v soutěži Smart Model Contest. Před svým debutem se v rámci tréninku soustředil na rapování.

## Kariéra

### 2012–2014: Debut a začátky kariéry
Čchan-jol byl poslední oznámený člen skupiny EXO. Skupina oficiálně debutovala 4. dubna 2012 s EP Mama. Ještě tentýž rok si s kolegy s EXO zahrál ve videoklipu k debutové písni „Twinkle“ od Girls' Generation-TTS. V říjnu 2013 se přidal k obsazení TV reality show Law of the Jungle odehrávající se v Mikronésii. Do show se v roce 2015 vrátil a dokonce pro ni složil a nazpíval píseň "Last Hunter".
V roce 2014 napsal rapovou část písně korejské verze skladby „Run“ z druhého EP EXO Overdose. Svým rapem se podílel na skladbách „Bad Girl“ a korejské verzi „Rewind“ svých kolegů Henryho a Zhou Miho ze skupiny Super Junior-M. V květnu se přidal k obsazení TV reality show Roommate, z důvodu nabitého programu ale musel pořad v září opustit.

### 2015–2019: hraní, psaní písní, EXO-SC
V dubnu 2015 Čchan-jol debutoval na velkém plátně ve vedlejší roli ve filmu Salut d'Amour. Později si zahrál hlavní roli v komediálním romantickém seriálu Exo Next Door, který vypráví fiktivní příběh skupiny EXO. Každý ze členů de facto ztvárnil sám sebe. V červnu, spolu s Chenem a Layem, napsal korejskou verzi písně „Promise" z druhého alba EXO Love Me Right. Dále napsal rapovou část promo singlu „Lightsaber" k filmu Star Wars: Síla se probouzí, který se později stal součástí EP Sing For You.
V dubnu 2016 se autorsky podílel a následně i rapoval v písni „Confession" z debutového EP kolegy Yesunga, člena skupiny Super Junior. Také se autorsky podílel na písni „Haeven" ze třetího alba EXO Ex'Act. V červnu si zahrál po boku Yuan Shanshan a Sohjon v korejsko-čínském filmu So I Married an Anti-fan. Společně s Yuan Shanshan pak nazpívali pro film píseň „I Hate You". V říjnu se společně s R&B zpěvačkou Tinashe, skupinou Far East Movement a Marshmello podílel na skladbě „Freal Luv". V prosinci pak vydal se zpěvačkou Punch soundtrackovou píseň „Stay With Me" pro seriál televize tvN Guardian: The Lonely and Great God. Píseň se umístila na třetí příčce v jihokorejském Gaon Digital Chart.
V lednu 2017 si Čchan-jol zahrál vedlejší roli v seriálu Missing 9. V únoru spolupracoval se zpěvákem Junggigoem na písni „Let Me Love You".
V květnu 2018 bylo oznámeno, že si zahraje vedlejší roli v seriálu Memories of the Alhambra. 14. září vydal v rámci projektu SM Station X 0 společně se Sehunem, kolegou z EXO, singl „We Young".

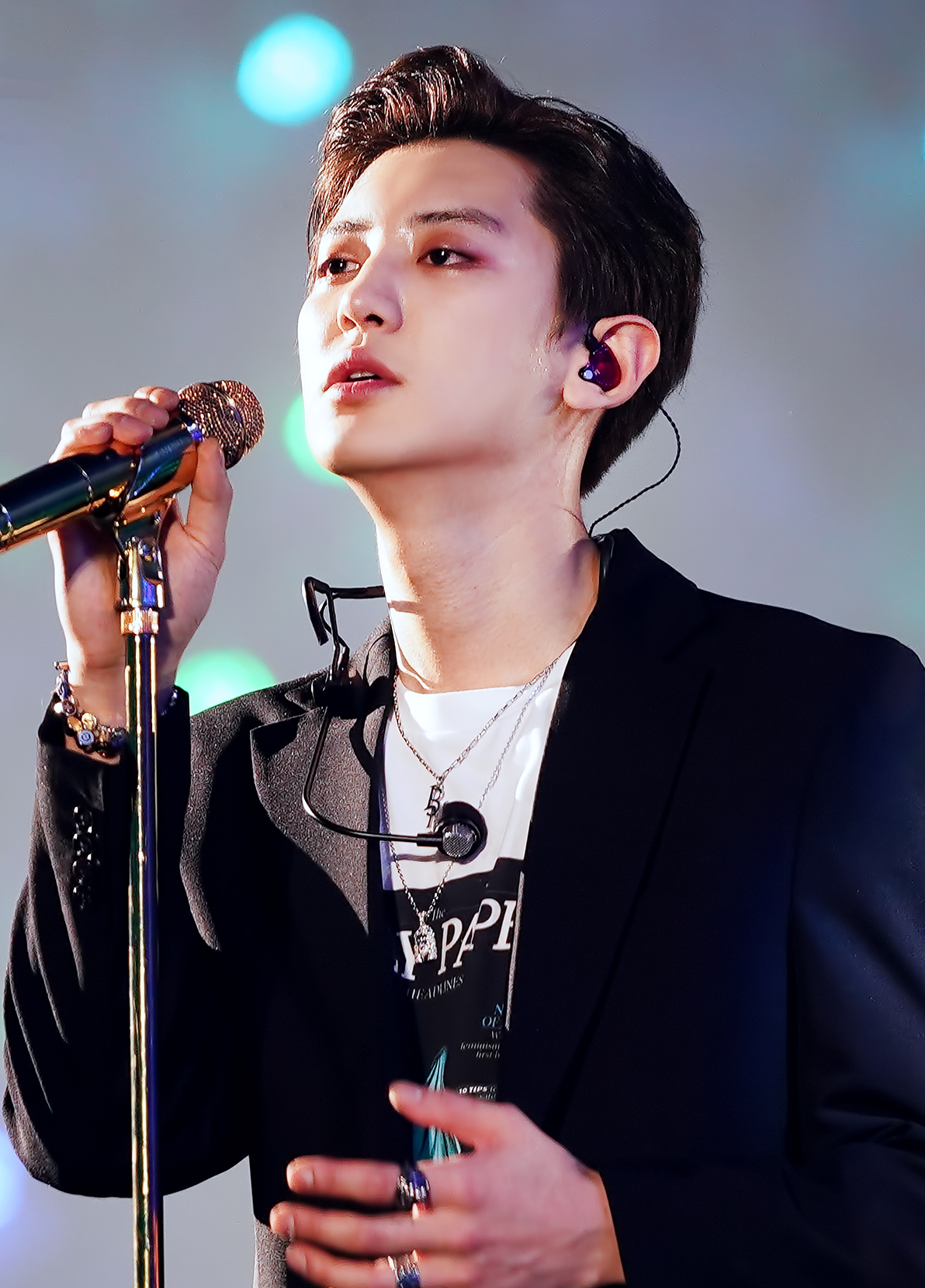
Čchan-jol na koncertu EXO Exo Planet 5, prosinec 2019

25. dubna 2019 vydal první sólový singl „SSFW". 28. června bylo potvrzeno, že společně se Sehunem vytvoří druhou podskupinu EXO - EXO-SC. 22. července pak vydali debutové EP What a Life.

### 2020–2021: první album EXO-SC, sólové projekty, vojenská služba
V lednu navázal na spolupráci se zpěvačkou Punch a vydali společně další soundtrackovou skladbu „Go Away Go Away" pro seriál Dr. Romantic 2. V květnu s DJ Raidenem, zpěvačkou LeeHi a raperem Changmo vydal skladbu „Yours". Čchan-jol se také podílel na skladbě „Anbu“ ze stejnojmenného alba jihokorejské „národní divy“ Lee Sun Hee, které vyšlo 15. června. 13. července vyšlo první album EXO-SC 1 Billion Views, na kterém se Čchan-jol autorsky podílel, a které mělo značný úspěch. V srpnu pak vyšla skladba „Ocean View", kterou nazpíval se zpěvačkou Rothy. Dále vyšla zpráva, že se společně s raperem Loopy bude podílet na skladbě „Faded" od producentského hip-hopového dua Devine Channel. V listopadu vydal další soundtrackovou píseň „Minimal Warm" k She's My Type.
V únoru 2021 bylo potvrzeno, že Čchan-jol nastoupí 29. března na povinnou vojenskou službu. Na konci března měl premiéru hudební film The Box, kde se Čchan-jol ujal své první hlavní role. Čchan-jol pro film nazpíval hned několik coververzí známých písní. 6. dubna vydal digitální singl „Tomorrow", u kterého se také podílel na psaní textu.

## Osobní život
Spolu s dalšími členy EXO, Baekhyunem a Suhem, navštěvuje Čchan-jol Kyung Hee Cyber University a účastní se online kurzů na Katedře kultury a umění v oboru Business Administration. V současné době absolvuje postgraduální studium interiérového designu na univerzitě Inha.
28. října 2020 nařkla Čchan-jola jeho údajná bývalá přítelkyně z toho, že ji zpěvák měl po celou dobu jejich vztahu podvádět. Tato informace nebyla Čchan-jolem ani jeho agenturou SM Entertainment nikdy potvrzena, nicméně zpěvák se až do února 2021 stáhnul z veřejného života.